# Cacajao ayresi
Cacajao ayresi (лат.) — вид приматов Нового Света из семейства саковых (Pitheciidae).

## Классификация
Был обнаружен в амазонских джунглях командой исследователей из Университета Окленда, а в 2008 году описан вместе с другим видом семейства саковых, Cacajao hosomi. Видовое название дано в честь выдающегося бразильского биолога Жозе Айреса.

## Описание
Шерсть чёрная, с красноватым оттенком, на брюхе немного более светлая. Лицо безволосое. Выражен половой диморфизм: самцы крупнее самок и имеют более плотное телосложение. Шерсть короче, чем у родственного вида Cacajao hosomi, длиной 60—70 мм. Длина тела около 380 мм, длина хвоста около 180 мм, масса около 2,5 кг.

## Распространение
Представители вида встречаются на северо-западе Бразилии. Ареал небольшой, включает бассейн реки Курудури и низовья реки Араса. Общая площадь ареала не превышает 5—6 тыс. км².

## Поведение
Биология вида изучена плохо, однако известно, что из описанных видов красноспинных саки у этого вида самый небольшой ареал, и он не встречается в природоохранных зонах.

## Статус популяции
В 2008 году Международный союз охраны природы присвоил этому виду охранный статус «вымирающий», однако в 2012 году статус был поднят до «Уязвимого». Главная угроза популяции — охота.